# Призрак Манхэттена (роман)
«При́зрак Манхэ́ттена» (англ. The Phantom of Manhattan) — роман английского писателя Фредерика Форсайта, опубликованный в 1999 году. Является продолжением мюзикла английского композитора Эндрю Ллойда Уэббера «Призрак Оперы», основанного на романе Гастона Леру. Литературная концепция романа — Леру подробно описал произошедшее, но не проверил свидетельства очевидцев на достоверность.
На русском языке роман не издавался, но доступен в Интернете в фанатском переводе.
В марте 2010 года в Лондоне состоялась премьера мюзикла Эндрю Ллойда Уэббера «Любовь не умрёт никогда», сюжет которого частично основан на романе Форсайта.

## Сюжет
Сюжет романа строится на свидетельских показаниях и воспоминаниях отдельных персонажей.
В сентябре 1906 года на смертном одре Антуанетта Жири в исповеди признаётся священнику, что когда она была на ярмарке со своей шестилетней дочерью Мег, ей стало так жалко мальчика с изуродованным лицом по имени Эрик, с которым жестоко обращались и держали в клетке, что она вернулась на ярмарку ночью и освободила его. В своей квартире она прятала мальчика и заботилась о нём, пока не полюбила как собственного сына. Он рассказал, что был продан в цирк жестоко обращавшимся с ним отцом-алкоголиком вскоре после того, как его мать сбежала вместе с любовником. Из соображений безопасности Антуанетта Жири спрятала его в катакомбах Оперы Гарнье, в которой сама работала. Изучив здание Оперы, Эрик начал воровать книги и другие предметы для занятий самообразованием. Бесследная пропажа вещей в итоге и породила слухи о Призраке Оперы. Повзрослев, Эрик влюбился в молодую хористку Кристину Даэ, но она не ответила ему взаимностью. Движимый яростью, он похитил девушку и случайно убил тенора Пианджи. Его убежище было найдено, но кроме Кристины и её возлюбленного, виконта Рауля де Шаньи там больше никого не оказалось. С помощью мадам Жири, Эрику удалось сбежать и он на корабле уплывает в Америку. После исповеди мадам Жири просит нотариуса Армана Дюфора разыскать Эрика в Нью-Йорке и передать ему письмо, в котором, по её словам, содержится жизненно важная для него информация, после чего умирает.
В следующей главе от имени Эрика рассказывается о событиях, произошедших после его бегства в Нью-Йорк. Какое-то время Эрик жил в трущобах, где познакомился с мальчиком по имени Дариус. С его помощью он начинает двигаться вверх по социальной лестнице. По прошествии двух лет, они, путем мошенничества, зарабатывают приличное состояние. Узнав, что некий Пол Бойтон хочет открыть в Нью-Йорке тематический парк, Эрик вместе с Дариусом разрабатывают для его парка схемы аттракционов. На волне успеха Бойтона, другие бизнесмены заказывают Эрику и Дариусу разработку подобных аттракционов. Заказы и проницательные инвестиции на фондовом рынке делают Эрика и Дариуса одними из самых богатых бизнесменов Нью-Йорка. В их владении находится небоскреб E.M Tower. Но страсть Эрика к опере никуда не исчезает и, после отказа предоставить ему личную ложу в Метрополитен-Опера, он, вместе с начинающим антрепренёром Оскаром Хаммерстайном I приступает к реализации грандиозного проекта — созданию конкурента Метрополитен-Опера. Выполняя последнюю волю мадам Жири, нотариус Арман Дюфор прибывает в Нью-Йорк и проводит дни в бесплодных попытках отыскать Эрика. Отчаявшись он собирается вернуться во Францию, но, к своей удаче, встречает в кафе репортёра Чолли Блума. Через переводчика Чолли узнает о миссии Арманда и быстро понимает, что это отличный шанс получить хороший сюжет для статьи, поэтому он сопровождает Армана в E.M Tower, где требует аудиенции у Эрика Мулхэйма. Дариус отказывает ему, пообещав лично передать письмо. Ожидая ответа, Чолли замечает на одной из картин пугающее лицо в маске, но после возвращения Дариуса лицо исчезает. Повеселевший, но растерянный, Чолли покидает E.M Tower, размышляя о том, что возможно только что встретился с загадочным Призраком Манхэттена.
Дариус, под воздействием наркотиков, входит в транс для общения с Маммоной. После того, как Эрик получил письмо из Парижа, он становится ещё больше одержим оперой, и Дариус обеспокоен рисками инвестирования в столь грандиозный проект. Прочитав письмо, Эрик отправляет своего человека в Париж с большой суммой денег, чтобы пригласить двух, известных во всём мире, ведущих оперных певиц — Нелли Мелба и виконтессу Кристину де Шаньи на открытие нового оперного театра. Кроме того, Эрик начинает с воодушевлением работать над написанием собственной оперы. Маммона внушает Дариусу, что он не должен беспокоиться по этому поводу, но предупреждает, что любые препятствия, которые будут стоят на пути к наследству Эрика должны будут быть устранены. Далее приводится заметка из газетной колонки оперного критика Гейлорда Сприггса. В ней отмечается ажиотаж из-за приезда Нелли Мелба и Кристины де Шаньи в Нью-Йорк для выступления в новом оперном театре «Манхэттенская Опера», приводятся размышления о размере денежной суммы, затраченной на то, чтобы убедить Нелли Мелба пересечь Атлантику и о причинах, побудивших сделать то же самое, незаинтересованную в деньгах, Кристину де Шаньи. Кроме того, отмечается резкая смена первого спектакля в «Манхеттенской Опере», произведения Винченцо Беллини «Пуритане» на новую оперу, написанную неизвестным автором.
Тем временем, Кристина прибывает в Нью-Йорк в сопровождении своего 12-летнего сына Пьера и его наставника, священника Джозефа «Джо» Килфойла. По прибытии их встречает толпа журналистов и поклонников. Пока они пробирались через толпу, портовый хроникёр Бернард Смит замечает человека в белой маске, внимательно рассматривающего Кристину де Шаньи с крыши склада напротив доков. Незамеченный никем, кроме Бернарда, человек в белой маске исчезает. Чолли Блум, оказав помощь Кристине при посадке в экипаж, получает шанс взять эксклюзивное интервью у всемирно известной оперной певицы. Когда он приезжают в её апартаменты, Пьер показывает, что получил от кого-то интересный подарок — музыкальную шкатулку в виде обезьянки с цимбалами. Когда шкатулка начинает играть «Masquerade», Кристина вскрикивает и шепчет: «Должно быть он здесь!». Чолли объясняет Кристине, что музыкальная шкатулка была доставлена из Парка Аттракционов на Кони-Айленде. Взволнованная Кристина просит Чолли сопроводить её и Пьера в этот парк. Обрадованный шансом получить эксклюзив, Чолли с радостью соглашается. Тем временем, шокированный приездом Кристины, Эрик понимает, что его любовь к ней навсегда останется безответной, но письмо мадам Жири даёт ему некую надежду. В письме мадам Жири сообщила, что у Кристины есть сын и что Эрик — его биологический отец, так как Виконт Рауль де Шаньи не может иметь детей из-за несчастного случая. Эрик решает встретиться с Кристиной на следующий день, предупредив её о своём местонахождении в Нью-Йорке с помощью музыкальной шкатулки. Тем же вечером камеристка Кристины — Мег Жири описывает в своём дневнике случай с музыкальной шкатулкой. Пытаясь успокоить Кристину, Мег вспоминает события в Опера Гарнье.
В следующей главе приводится фрагмент из дневника аниматора Парка Аттракционов Тэффи Джонса. Получив от работодателя письмо с указаниями встретить гостей в закрытом на зиму парке, Тэффи открывает для Кристины и Пьера магазин игрушек и Лабиринт Зеркал. Зеркала в Лабиринте неожиданно начинают двигаться по своей воле и скрывают от Тэффи человека, встретившегося в Лабиринте с Кристиной. Джонс подслушивает их разговор, в котором незнакомец говорит, что все ещё любит Кристину и пытается убедить её пойти с ним, но она отказывается. После небольшой паузы, он просит Кристину оставить ему хотя бы их сына. Кристина, потрясенная тем, что ему известна её тайна, обещает рассказать Пьеру правду, когда он станет совершеннолетним, и дать свое согласие на то, чтобы Пьер выбрал с кем ему остаться. Незнакомцу не нравится это предложение и он даёт клятву, что сын останется с ним во что бы то ни стало. После этих слов, Таффи замечает ещё одну бледнолицую фигуру, которая, подслушав весь разговор, скрылась из Лабиринта Зеркал. Наставник Пьера, Джозеф Килфойл, обращается к Богу в молитве. Бог отвечает ему и рассказывает о прошлом Эрика, о том, что он не плохой человек, а запутавшаяся и измученная душа, которую все ещё можно спасти. Что касается его партнёра, Дариуса, то его душу спасти уже нельзя, потому что он продал её Мамонне. В новой «Манхэттенской Опере» проходит премьера первого спектакля, обозреваемого Гейлордом Сприггсом. Во время последнего акта ведущий тенор заменяется на неизвестного, сильно обезображенного исполнителя, чей голос не уступает ведущему тенору в силе и ясности. После премьеры таинственный дублёр исчезает. Позже Чолли Блум замечает, как он что-то шепчет Пьеру и передает ему записку.
В заключительной главе рассказ ведётся от имени постаревшего Чолли Блума, который стал преподавателем в университете. Он рассказывает студентам о важности профессии репортёра и делится событием из своей жизни, про которое никогда не печатал, произошедшем в последний день визита Кристины де Шаньи. Виконт Рауль де Шаньи прибывает через некоторое время после приезда жены, и знакомится с Чолли Блумом. Ожидая Кристину за завтраком, Чолли проговаривается ему, что Кристина собирается встретиться в Парке Аттракционов с человеком по имени Эрик. В шоке от этой новости, Рауль выбегает и Чолли следует за ним. Он находит лист бумаги с почерком Дариуса, который намерен убить Пьера, считая его единственным препятствием к наследству Эрика. Опасаясь за жизнь Пьера, Чолли бросается в Парк, чтобы предупредить Кристину. Там он прячется за кустами, наблюдая встречу таинственного Призрака и Кристины, в то время как Дариус заряжает пистолет. В Парк приезжают Рауль с сыном и отец Джо. Пьер, выскочив из экипажа, обнимает свою мать. В этот момент Дариус, целясь в Пьера, стреляет, но смертельно ранит Кристину. Эрик тут же стреляет в ответ и убивает Дариуса. Перед смертью Кристина открывает Пьеру правду. Эрик раздавлен. Рауль берёт тело Кристины на руки и говорит Пьеру, что он должен сделать выбор. Пьер снимает маску с Призрака и решает остаться с ним. Рауль возвращается во Францию, чтобы похоронить свою любимую жену.
В эпилоге описывается дальнейшая судьба персонажей. Рауль больше никогда не женился. Пьер с Эриком остались в Нью-Йорке и после начала Первой мировой войны поменяли фамилию. Пьер помогал отцу в управлении корпорацией, которая стала очень известна, благодаря своей филантропической деятельности, основав несколько лечебных учреждений по исправлению физических недостатков, а также учредив много благотворительных фондов. Отец Джо остался в Нью-Йорке и организовал убежище и школу для неимущих и бедных, а также для брошенных детей из Нижнего Ист‑Сайда. Манхэттенская опера, в конце концов, закрылась. Эрик ушёл от дел в начале двадцатых годов и стал жить в уединённом поместье в Коннектикуте. За ним ухаживали двое ветеранов, которые оба были ужасно обезображены во время войны. С того дня он больше не надевал маску. Пьер женился, у него родилось четверо детей, он умер в 1969 году.

## Персонажи
- Эрик Мулхэйм «Призрак» — бывший Призрак Парижской Оперы, сбежавший в Нью-Йорк. Проходит все тяготы жизни в нищете, постепенно пробивается вверх, становится миллионером и известным импресарио. От мадам Жири он узнаёт тайну, которая изменит всю его жизнь.

- Кристина, виконтесса де Шаньи — возлюбленная Эрика и оперная дива. После событий в Опера Гарнье вышла замуж за Рауля и стала матерью. Приезжает в Нью-Йорк на американский дебют, не зная, что её пригласил Эрик.

- Рауль, виконт де Шаньи — муж Кристины и отчим Пьера.

- Антуанетта Жири — бывший балетмейстер, спасшая Эрика из цирка, когда он был ребёнком. Помогла Эрику сбежать в Америку. Исповедуется священнику на смертном одре. Перед кончиной передаёт вместе с нотариусом послание Эрику.

- Дариус — деловой партнёр Эрика. Полагая, что он будет наследником всего его состояния, становится одержимым и готовым уничтожить любого, кто встанет на его пути.

- Пьер де Шаньи — маленький сын Кристины и Эрика. Восхищается своим наставником — отцом «Джо».

- Чарльз «Чолли» Блум — репортёр из Нью-Йорка. Раскрыл тайну Призрака и его отношений с Кристиной.

- Отец Джозеф «Джо» Килфойл  — священник и наставник Пьера, ирландец. Знает о секрете Кристины.

- Мэг Жири — дочь мадам Жири. Была балериной в Парижской Опере, пока не получила травму. Подруга и камеристка Кристины.

- Арман Дюфор — нотариус, доставивший письмо от мадам Жири Эрику в Нью-Йорк.

- Тэффи Джонс — аниматор из Кони-Айленда, который случайно услышал откровенный разговор между Эриком и Кристиной.